# Fettsäurenitrile
Ein Fettsäurenitril oder auch Fettnitril ist in der Chemie ein Nitril, das aus einer Fettsäure gewonnen wurde. Daher besitzt es meist einen Alkylrest von acht oder mehr Kohlenstoffatomen.

Octannitril – ein Fettnitril

## Herstellung
Die Gewinnung von Fettsäurenitrilen aus Fettsäuren (RCOOH) erfolgt hauptsächlich durch deren direkte Reaktion mit Ammoniak (NH3) über zwei Verfahren: 
- Batch-Prozess
- kontinuierliche Prozess.[1]

Die Reaktion läuft bei über 250 °C und in Anwesenheit eines Metalloxidkatalysators, zum Beispiel Aluminiumoxid (Al2O3) ab. Unter Wasserabspaltung entsteht das entsprechende Fettsäurenitril (RC≡N):
RCOOH + NH3 → RC≡N + 2 H2O

### Weitere Verfahren
Alternativ kann z. B. Octannitril auch nach einem biotechnologischen Verfahren unter Verwendung von Aldoximdehydratase hergestellt werden.

## Verwendung
Fettnitrile sind als Plattformchemikalien von großer wirtschaftlicher Bedeutung. Sie werden zum Beispiel als Rohmaterialien für die Spezial- und Polymerchemie verwendet oder fungieren als Ausgangsmaterialien zur Synthese von Fettaminen.